# Giovanni Sismondo
Giovanni Sismondo (Brusasco, 13 settembre 1879 – Torino, 7 dicembre 1957) è stato un arcivescovo cattolico italiano.

## Biografia
Nacque a Brusasco, in provincia di Torino e diocesi di Casale Monferrato, il 13 settembre 1879.
Il 16 luglio 1905 fu ordinato presbitero, nella cattedrale di Casale Monferrato, dal vescovo Ludovico Gavotti.
Si laureò in teologia dogmatica a Torino, nel 1907.

### Ministero episcopale

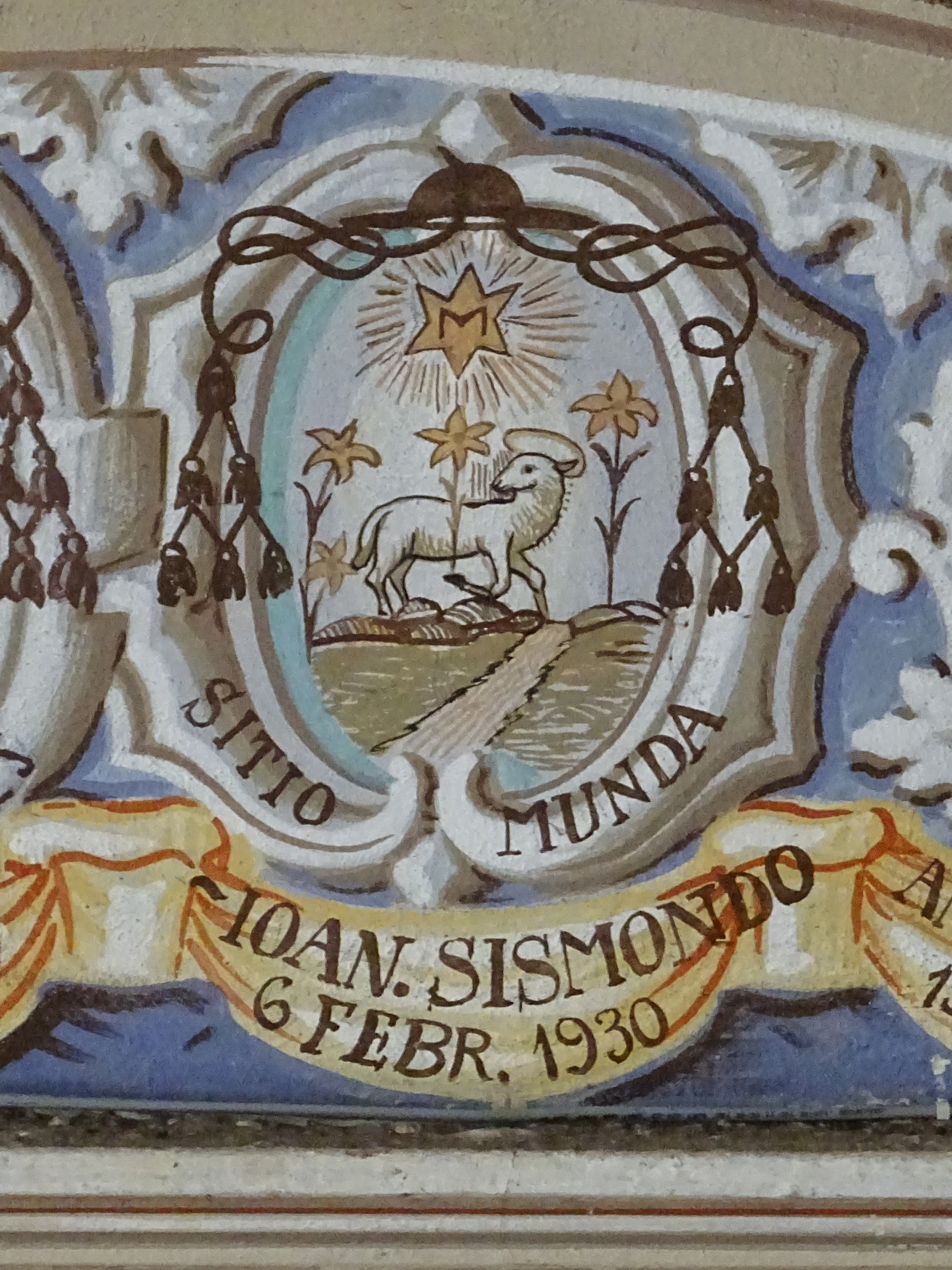
Stemma episcopale dipinto nel palazzo vescovile di Pontremoli

Il 6 febbraio 1930 papa Pio XI lo nominò vescovo di Pontremoli; succedette a Angelo Antonio Fiorini, deceduto il 5 maggio 1929. Ricevette l'ordinazione episcopale il 9 marzo seguente, nella cattedrale di Casale Monferrato, dal vescovo Albino Pella, co-consacranti i vescovi Luigi Mazzini e Umberto Rossi. Il 13 aprile prese possesso della diocesi.
Durante il suo episcopato fu protagonista di vari episodi legati alla guerra e alla Resistenza, come la difesa di partigiani o la supplica di pietà per la popolazione rivolta ai Tedeschi.
Il 30 settembre 1954 lasciò la guida della diocesi di Pontremoli per motivi di salute e si ritirò a Torino; fu nominato vescovo titolare di Cesarea di Bitinia da papa Pio XII, che, il 21 febbraio 1955, lo elevò alla dignità di arcivescovo, affidandogli la sede titolare di Marcianopoli.
Morì presso la Piccola Casa della Divina Provvidenza di Torino il 7 dicembre 1957, all'età di 78 anni. Dopo le esequie, fu sepolto nella cattedrale di Pontremoli.

## Genealogia episcopale e successione apostolica
La genealogia episcopale è:
- Cardinale Scipione Rebiba
- Cardinale Giulio Antonio Santori
- Cardinale Girolamo Bernerio, O.P.
- Arcivescovo Galeazzo Sanvitale
- Cardinale Ludovico Ludovisi
- Cardinale Luigi Caetani
- Cardinale Ulderico Carpegna
- Cardinale Paluzzo Paluzzi Altieri degli Albertoni
- Papa Benedetto XIII
- Papa Benedetto XIV
- Papa Clemente XIII
- Cardinale Marcantonio Colonna
- Cardinale Giacinto Sigismondo Gerdil, B.
- Cardinale Giulio Maria della Somaglia
- Cardinale Carlo Odescalchi, S.I.
- Cardinale Costantino Patrizi Naro
- Vescovo Emiliano Manacorda
- Vescovo Giovanni Andrea Masera
- Vescovo Albino Pella
- Arcivescovo Giovanni Sismondo

La successione apostolica è:
- Vescovo Luigi Rosa (1942)